# L'Étoile de pourpre
L'Étoile de pourpre est une série composée de deux livres, Les Prisonniers et Les Lépreux, écrits par Serge Dalens. L'histoire se déroule dans la seconde partie du XIIe siècle, après la troisième croisade, lorsque Baudouin IV est roi de Jérusalem. Ce dernier est le personnage principal, avec Denis de Blais et Jean "Hassan" ben Yessouf.

## Synopsis

### Les Prisonniers
Le 2 juillet 1174, Amaury Ier de Jérusalem meurt à 38 ans d'empoisonnement comme son frère Baudouin III douze ans plus tôt. Baudouin IV, son fils, qui n'a alors que treize ans, hérite donc du trône de Jérusalem. L'archidiacre Guillaume de Tyr est chargé de veiller sur le jeune roi, qui présente en plus de sa jeunesse des symptômes de la lèpre.
Au même moment, Denis de Blais, orphelin, accompagne cinq autres garçons en pèlerinage en Terre sainte. Il apprend que Baudoin est roi et se dévoue au prince lépreux, qui a le même âge que lui. Mais Denis est pris en embuscade sur la route de Bethléem à Jérusalem par les Sarrasins avec les croisés qui l'accompagnaient et, pendant que les autres se défendent, il est emmené et embauché comme serviteur chez l'émir Hamida ben Achmet. Il y rencontre Jean ;fils d'un général syrien tombé au combat à Damiette, appelé Hassan ben Yessouf par les musulmans. Au palais d'Hamida, Denis présente des symptômes de lèpre soupçonnés : il ne semble pas ressentir de douleur lorsqu'il s'abîme le bras à plusieurs reprises.
Plus tard, Baudouin IV entend parler de Denis et souhaite le libérer. Denis se met aussitôt à son service, même si le roi refuse.
Pour rester avec le roi, Denis fait croire à Baudoin qu'il est lépreux en se plantant un poignard dans la paume de la main, et prétend qu'il ne ressent aucune douleur.
Plus tard, Malek el-Adil, le frère aîné de Saladin, libère Hassan ainsi que plusieurs prisonniers Francs. Hamida est tué par ses serviteurs éthiopiens et Saladin, à la tête du Caire, s'empare de Damas.

### Les Lépreux
« − Ecartez-vous ! Un impur ! leur criait-on. Ecartez-vous ! Ecartez-vous ! Ne le touchez pas !... »

— Jérémie, IV, 15, phrase d'introduction des Lépreux
Les Francs n'ont plus qu'une crainte : que Saladin, déjà maître du Caire et de Damas, prenne Alep. Or il se trouve qu'Alep, depuis la mort de son roi Nur ad-Din, est dirigée par son fils Isma'Îl qui n'a que onze ans. La maintenance de Jérusalem par les Francs est tendue... et Hassan est l'émissaire de Baudouin IV.
Lors d'une bataille, Baudouin et Denis, chevauchant côte-à-côte, sont blessés d'une même lame. Leur sang entre en contact, et Denis est donc atteint par la Lèpre comme son roi, qu'il suivra partout.

## Personnages

### Baudouin IV de Jérusalem
Fils d'Amaury Ier, sixième Roi de Jérusalem, quinze ans et lépreux. Son seul ami est Denis de Blais, lépreux lui aussi et du même âge.

### Denis de Blais
Orphelin, il est par plusieurs fois atteint de la lèpre, et est le plus dévoué de tous à Baudoin. Il est originaire d'Anjou, comme ce dernier. Il réside à Jérusalem, et ses deux meilleurs amis sont son roi et Jean ben Yessouf.

### Jean "Hassan" ben Yessouf
Jean a deux ans de plus que Denis et est aussi orphelin. Il retrouve sa mère − qu'il croyait morte − à Jérusalem, qui se trouve être Marie Comnène. Serviteur d'Hamida depuis plus de quatre ans, il est l'ami de Denis et des fils de Malek, dont l'aîné Selim. Malek le considère d'ailleurs comme un fils, alors qu'il est chrétien.

### Guillaume de Tyr
Archidiacre et Régent, il veille sur Baudouin, qu'il sacre.